# José María Mohedano Fuertes
José María Mohedano Fuertes (Madrid, 1948) és un advocat i polític espanyol, diputat al Congrés dels Diputats en la IV i V Legislatura.

## Biografia
Llicenciat en dret per la Universitat Complutense de Madrid i en periodisme per l'Escola de l'Església, s'ha especialitzat en dret constitucional i en drets humans. Entre 1966 i 1969 va formar del Frente de Liberación Popular (Felipe), i el 1969 va ingressar en el PCE. Un cop llicenciat, va treballar en el bufet del futur diputat Gregorio Peces-Barba Martínez defensant acusats davant del Tribunal d'Ordre Públic i als dirigents de Comissions Obreres en el Procés 1001.
Fou vicepresident de l'Associació de Joves Advocats del Col·legi d'Advocats de Madrid i va intervenir com a defensor en el cas dels perjudicats per la Síndrome Tòxica i com a acusador en el cas de l'assassinat de Yolanda González. El 24 de gener 1977, dia en què es va produir la Matança d'Atocha, Mohedano es trobava reunit amb Paquita Sauquillo a un despatx del PCE al carrer Atocha 49, al qual van anar en el darrer moment perquè en el despatx on posteriorment es va produir la matança no es podia estar. Després participaria com a acusador particular en el judici dels implicats en l'atemptat.
És membre del Comitè del Consell d'Europa per a la prevenció de la tortura i del Comitè d'Honor de l'Associació Pro-Drets Humans d'Espanya. Quan en 1980 es va produir la crisi entre eurocomunistes i prosoviètics va abandonar el PCE. Va ingressar en el PSPV-PSOE el 1986, partit amb el qual ha estat diputat per la província de València a les eleccions generals espanyoles de 1989 i 1993. El 1996 no es presentà a la reelecció i es dedicà a exercir des de Despacho Mohedano & Morales Abogados Asociados amb el qual va obtenir una sentència absolutòria del Tribunal Suprem d'Espanya a un diputat del delicte de desobediència greu, al negar-se a realitzar la prova d'alcoholèmia en un control preventiu

## Curiositats
En 2008 alguns mitjans el van relacionar sentimentalment amb Carmen Romero López, ex-esposa de Felipe González.

## Obres
- Historia de la represión. Constitución: cuenta atrás. ETA Operación Galaxia y otros terrorismos Con Marcos Peña, Madrid, Editorial Casa de Campo, 1978.
- Ineficacia, descrédito e inseguridad

Temas para el debate, ISSN 1134-6574, Nº. 124, 2005 (Ejemplar dedicado a: La justicia: ¿poder o servicio público?), pags. 51-54
- Los jueces, nuevos actores de la política

Sistema: Revista de ciencias sociales, ISSN 0210-0223, Nº 130, 1996, pags. 5-12
- La prevención de la tortura y de los malos tratos

Derechos y libertades: Revista del Instituto Bartolomé de las Casas, ISSN 1133-0937, Año nº 1, Nº 1, 1993, pags. 491-502
- La ley de protección de la seguridad ciudadana

Con Álcaro Cuesta,
Leviatán: Revista de hechos e ideas, ISSN 0210-6337, Nº 47, 1992, pags. 5-20
- La izquierda y las elecciones generales

Leviatán: Revista de hechos e ideas, ISSN 0210-6337, Nº 23-24, 1986, pags. 5-10
- La ocupación israelí de Gaza y Cisjordania

Leviatán: Revista de hechos e ideas, ISSN 0210-6337, Nº 10, 1982, pags. 49-54.
- ¿Quien defiende al fumador? Madrid, Espasa Calpe, 2006.